# Notalina gungarra
Notalina gungarra là một loài Trichoptera trong họ Leptoceridae. Chúng phân bố ở miền Australasia.